# Toomsboro
Toomsboro es un pueblo ubicado en el condado de Wilkinson en el estado estadounidense de Georgia. En el censo de 2000, su población era de 622.

## Demografía
En el 2000 la renta per cápita promedia del hogar era de $26,250, y el ingreso promedio para una familia era de $36,250. El ingreso per cápita para la localidad era de $13,679. Los hombres tenían un ingreso per cápita de $27,321 contra $23,250 para las mujeres.

## Geografía
Toomsboro se encuentra ubicado en las coordenadas 32°49′32″N 83°5′0″O / 32.82556, -83.08333 (32.825423, -83.083196).
Según la Oficina del Censo, la localidad tiene un área total de 4,8 km² (1,9 mi²), de la cual 4,8 km² (1,9 mi²) es tierra y 0 km² (0 mi²) (0.00%) es agua.